# Air Inuit

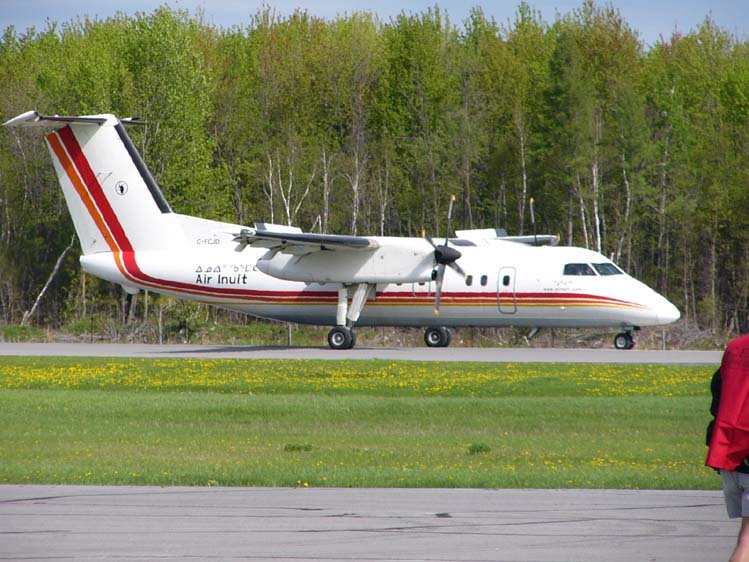
Một máy bay DeHavilland DHC-8-102 của Air Inuit tại Cornwall, Ontario, tháng 5/2005

Air Inuit Ltd (mã IATA = 3H, mã ICAO = AIE) là hãng hàng không, trụ sở ở Dorval, Quebec, Canada. Hãng có các tuyến đường quốc nội và các chuyến bay thuê bao cũng như vận chuyển hàng hóa trong vùng bắc Quebec. Căn cứ của hãng là Sân bay Kuujjuaq.

## Lịch sử
Air Inuit được thành lập và bắt đầu hoạt động từ năm 1978 bằng 1 máy bay De Havilland Canada DHC-2 Beaver. Hãng do tập thể người Inuit vùng Nunavik sở hữu, thông qua công ty Makivik Corporation.

## Các nơi đến
(Tháng 11/2006):
- Newfoundland và Labrador
  - Wabush
- Nunavut
  - Sanikiluaq
- Quebec
  - Akulivik
  - Aupaluk
  - Inukjuak
  - Ivujivik
  - Kangiqsualujjuaq
  - Kangiqsujuaq
  - Kangirsuk
  - Kuujjuaq
  - Kuujjuarapik
  - Radisson
  - Montreal
  - Puvirnituq
  - Quaqtaq
  - Quebec City
  - Salluit
  - Schefferville
  - Sept-Îles
  - Tasiujuaq
  - Umiujaq

Air Inuit cũng có các chuyến bay thuê bao ở Canada, Hoa Kỳ và các nước khác.

## Đội máy bay
(Tháng 4/2007):
FDAO Một máy bay Dash 8 vẫn còn trong danh sách của Transport Canada nhưng giấy chứng nhận đã bị hủy bỏ. Website của Air Inuit cũng cho biết hãng có thuê 1 máy bay Eurocopter Ecureuil (Aerospatiale ASTAR 350), FGKP do Nunavik Rotors sở hữu.